# DCXR
DCXR (англ. Dicarbonyl and L-xylulose reductase) – білок, який кодується однойменним геном, розташованим у людей на довгому плечі 17-ї хромосоми. Довжина поліпептидного ланцюга білка становить 244 амінокислот, а молекулярна маса — 25 913.
| 10         |  | 20         |  | 30         |  | 40         |  | 50         |
| ---------- |  | ---------- |  | ---------- |  | ---------- |  | ---------- |
| MELFLAGRRV |  | LVTGAGKGIG |  | RGTVQALHAT |  | GARVVAVSRT |  | QADLDSLVRE |
| CPGIEPVCVD |  | LGDWEATERA |  | LGSVGPVDLL |  | VNNAAVALLQ |  | PFLEVTKEAF |
| DRSFEVNLRA |  | VIQVSQIVAR |  | GLIARGVPGA |  | IVNVSSQCSQ |  | RAVTNHSVYC |
| STKGALDMLT |  | KVMALELGPH |  | KIRVNAVNPT |  | VVMTSMGQAT |  | WSDPHKAKTM |
| LNRIPLGKFA |  | EVEHVVNAIL |  | FLLSDRSGMT |  | TGSTLPVEGG |  | FWAC       |

A: Аланін

C: Цистеїн

D: Аспарагінова кислота

E: Глутамінова кислота

F: Фенілаланін

G: Гліцин

H: Гістидин

I: Ізолейцин

K: Лізин

L: Лейцин

M: Метіонін

N: Аспарагін

P: Пролін

Q: Глутамін

R: Аргінін

S: Серин

T: Треонін

V: Валін

W: Триптофан

Кодований геном білок за функціями належить до оксидоредуктаз, фосфопротеїнів. 
Задіяний у таких біологічних процесах, як вуглеводний обмін, обмін глюкози, ацетилювання, метилювання. 
Білок має сайт для зв'язування з НАДФ. 
Локалізований у мембрані.